# Tierra Blanca (Veracruz)
Tierra Blanca é um município mexicano localizado no estado de Veracruz.